# Chválenice
Chválenice település Csehországban, Plzeň városi járásban. Chválenice Losiná, Chlum, Vlčtejn, Nebílovy, Štěnovický Borek, Nezvěstice, Nezbavětice és Střížovice településekkel határos. Lakosainak száma 786 fő (2024. január 1.).

## Népesség
A település lakosságának változását az alábbi diagram mutatja:
| Lakosok száma | 679  | 684  | 699  | 570  | 486  | 658  | 695  | 741  | 765  | 786  |
|               | 1869 | 1900 | 1921 | 1961 | 1980 | 2011 | 2016 | 2019 | 2021 | 2024 |